# Polyscias pleiosperma
Polyscias pleiosperma är en araliaväxtart som först beskrevs av Asa Gray, och fick sitt nu gällande namn av Lowry och G.M.Plunkett. Polyscias pleiosperma ingår i släktet Polyscias och familjen Araliaceae. Inga underarter finns listade.